# Продих

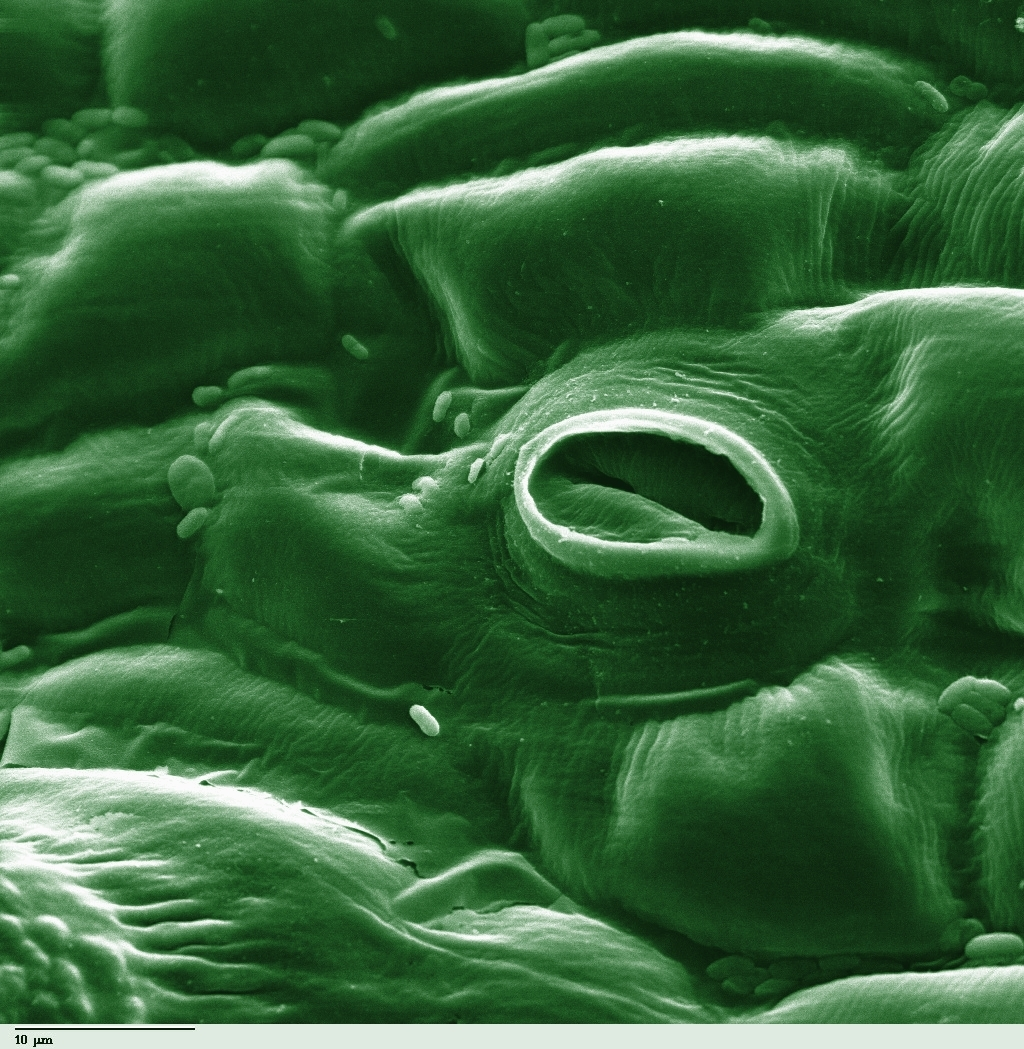
Продих в листку томата (розфарбований знімок СЕМ)

Про́дих (лат. stoma, від грец. στόμα — «рот», «вуста») — мікроскопічний отвір в епідермісі рослин разом з двома спеціальними, так званими замикаючими, клітинами, що його оточують.

## Загальний опис
Продихи сполучають міжклітинники рослин з атмосферним повітрям і здійснюють регуляцію газообміну та парообміну рослини з довкіллям завдяки оборотним змінам тургору замикаючих клітин. З підвищенням тургору тонкі ділянки їхніх стінок розтягуються і вигинаються у напрямі від продихової щілини, в результаті чого продих відкривається. При зменшенні тургору замикаючих клітин продих закривається. У зміні тургорного стану замикаючих клітин велике значення має перетворення крохмалю, що міститься в них, на цукор і навпаки. Існує думка, що в регуляції тургору цих клітин важливу роль відіграють іони калію. Зазвичай продихи закриті вночі і в години денної спеки. Найбільше продихів у епідермісі листків. На 1 квадратний міліметр епідермісу листка у різних рослин буває найчастіше 100—300 продихів.

## Різновиди
Типи продихових апаратів:
- Аномоцитний
- Перицитний
- Полоцитний
- Діацитний
- Парацитний
- Анізоцитний
- Тетрацитний
- Ставроцитний
- Енциклоцитний
- Актиноцитний

## Будова
Продих формується на ранніх стадіях розвитку рослини, вже на бруньках пагонів. Вони складаються з двох продихових клітин, між якими є отвір — продихи, з'єднані з підщілинною камерою в губчастій речовині всередині органу. Клітини стоми, на відміну від інших клітин епідермісу, містять хлоропласти і здатні до фотосинтезу, але не мають плазмодесм. По краях клітин строми утворюються виступи клітинної стінки продихи. Коли продихи закриті, смужки перекриваються, закриваючи потік газів. Продихи з смужками вкриті товстим шаром кутикули. Стінки цих клітин нерівномірно потовщені, особливо вздовж продихів.
У травах та частинах інших однодольних рослин ці потовщення перетворюють клітини у форму гантелей (вони мають тенденцію до ущільнення посередині). Клітини продихів оточені кількома іншими клітинами епідермісу, які називаються продиховими клітинами. Вони беруть участь у регуляції об'єму продихів.
Дводольні, іноді однодольні, голонасінні, а також папороті та мохи не мають продихових клітин, а весь продих складається з двох продихових клітин. Найчастіше, ці клітини мають форму нирки і утворюють овальний отвір. Потовщені стінки роблять закриті продихи щільними, а мікрофібрили, що виступаюють з отвору, дозволяють клітині розтягуватися лише вздовж. У цьому типі структури продихового апарату клітинні продихи оточені безпосередньо клітинами епідермісу.
Продихи можуть складатися з декількох клітин (продихи типів Gramineae, Amaryllidaceae та Mnium) або з десятка (у печінкових мошок). Ці пристрої утворені продихами та допоміжними (парапарковими) клітинами.